# Jernej Kopitar
Jernej Kopitar [jêrnej kopítar], slovenski jezikoslovec, * 23. avgust 1780, Repnje pri Vodicah, † 11. avgust 1844, Dunaj, Avstrija.
Skupaj z Josefom Dobrovskim in Pavlom Jožefom Šafárikom je bil ustanovitelj znanstvene slavistike in pionir avstroslavizma. Kopitar je bil tudi utemeljitelj karantansko-panonske teorije, po kateri naj bi stara cerkvena slovanščina temeljila na staroslovanskem govoru z območja Moravske kneževine v Panoniji.

## Življenje
Kopitar se je rodil 21. avgusta 1780 v Repnjah na Gorenjskem, blizu Vodic kot četrti od sedmih otrok Jakoba Kopitarja, kmeta, župana in cerkvenega ključarja, in kmetice Marije Resman, iz Repenj (pri Ocepkovih, številka 17). Oče je užival velik ugled, bil je umen sadjar, soseska ga je izbrala za cerkvenega ključarja, zemljiška gosposka pa ga je imenovala za župana ("Dorfrichter"). To vsekakor pomeni, de je bil tajnik, knjižničar ter varuh mineraloške zbirke. V Zoisovem krožku je spoznal pesnika  Valentina Vodnika, dramatika Antona Tomaža Linharta in pesnika ter jezikoslovca Jurija Japlja. S Zoisovo finančno  podporo je 1808 odšel na Dunaj, da bi študiral pravo. Tam je ostal do svoje smrti 11. avgusta 1844. Pokopan je na ljubljanskem pokopališču Navje.

## Delo
Kopitar je izšel iz Zoisovega krožka, ki je močno vplival na njegovo miselnost ter ga podpiral pri uresničitvi njegovih znanstvenih in literarnih interesov. Njegov literarni prvenec je bila igra  Augusta von Kotzebuea »Der Hahnenschlag«, ki jo je priredil in ji dal naslov Tinček Petelinček. Igra je bila uprizorjena leta 1803 na ljubljanskem stanovskem gledališču. Med igralci so bili predvsem otroci, med drugim tudi otroci Zoisove sestre.
Največ se je ukvarjal z jezikoslovjem in slovničarstvom. Že v mladih letih se je začel zanimati za izvor stare cerkvene slovanščine. Tudi v slovnici je natančno pisal o delovanju in jeziku sv. Cirila in Metoda ter o cirilici in glagolici. 
Leta 1806 je Kopitar poučeval konteso Eugenie-Lucie-Adelaide Bellegarde slovenščino. To je bil eden izmed razlogov, da se je začel intenzivno ukvarjati s študijem slovenske slovnice, saj takrat ni imel na razpolago ustreznih učbenikov. Izdal je prvo slovensko znanstveno slovnico: Grammatik der slavischen Sprache in Krain, Kärnten und Steyermark (1808–1809).
Na Dunaju je navezal stike z Novogrki, Srbi, Romuni in Albanci. Z njimi se je rad sestajal in se tako naučil še drugih jezikov. Prisvojil si je znanje grščine, latinščine, francoščine, angleščine ter italijanščine, obvladal pa je tudi južnoslovanske jezike. Leta 1810 je na Dunaju postal cenzor za slavistične in novogrške knjige. Na kongresu na Dunaju se je leta 1815 srečal z Jacobom Grimmom. Med leti 1816 in 1829 sta si dopisovala o etimologiji, slovenskih ljudskih pesmih in pravljicah, basnih in mitologiji. 
V avstrijskih znanstvenih časopisih je Kopitar objavljal spise o jeziku, zgodovini, literaturi in kulturi Slovencev in drugih slovanskih narodov. Teh spisov je 126. Vsa njegova dela so bila napisana v  nemščini in  latinščini. Njegova zasluga je bila, da je leta 1817 na ljubljanskem liceju nastala stolica za slovenski jezik. Tam je poučeval tudi Vuk Stefanović Karadžić, čigar delo je Kopitar zelo cenil. Po njegovem mnenju naj bi bila srbska poezija zgled slovenskim pesnikom.
Po Kopitarjevem načrtu naj bi kranjski pisatelji namesto nemških prevajali latinska dela. S tem je skušal slovenščino očistiti germanizmov. Poleg tega naj bi sestavili popoln slovar kranjskega jezika. Želel si je, da bi se zahodni Slovani duhovno in kulturno združili s pomočjo skupnega črkopisa po načelu: kolikor glasov toliko črk. Navdih za to je verjetno dobil v knjigi Janeza Žige Popoviča Untersuchungen vom Meere iz leta 1750, ki so bile v Zoisovi knjižnici ter pri starih Grkih, ki so se kljub narečij vsi držali enega pravopisa. 
Kopitar je menil, da so jezikovno del Slovencev tudi tako imenovani kajkavci na Hrvaškem. Poleg Ljubljane bi tako kulturno središče Slovencev postal tudi Zagreb, ki bi bil tako slovenski.
Kopitar je imel veliko število korespondentov. Med njimi je bil Urban Jarnik. Nekaj časa je bil tudi Vodnikov konkurent, saj se je z njim boril za pozornost Dobrovskega. Njegovo zanimanje za staro cerkveno slovanščino je postajalo iz leta v leto večje in je predstavljalo središče njegovih raziskav. Skoraj v vsakem pismu je prosil Dobrovskega za izdajo kritične slovnice cerkvenoslovenskega jezika. Na Slovenskem je bil Kopitar do leta 1830 ena vodilnih osebnosti na kulturnem področju. V tem času je veliko truda vložil v čiščenje jezika, zbiranje besed, sestavljanje šolskih učbenikov ter reformiranje črkopisa. 
Leta 1836 je izdal knjigo »Glagolita Clozianus«, v kateri je med drugim obravnaval Brižinske spomenike, ter svojo teorijo o nastanku stare cerkvene slovanščine. V tem delu je predstavljena tudi njegova panonska teorija. Kopitar ni želel, da bi ga portretirali, zato tudi ni skoraj nobene njegove slike.
Za svoje zasluge je leta 1842 prejel odlikovanje Pour le Mérite za znanost in umetnost kralja Friderika Viljema IV.